# Muenster

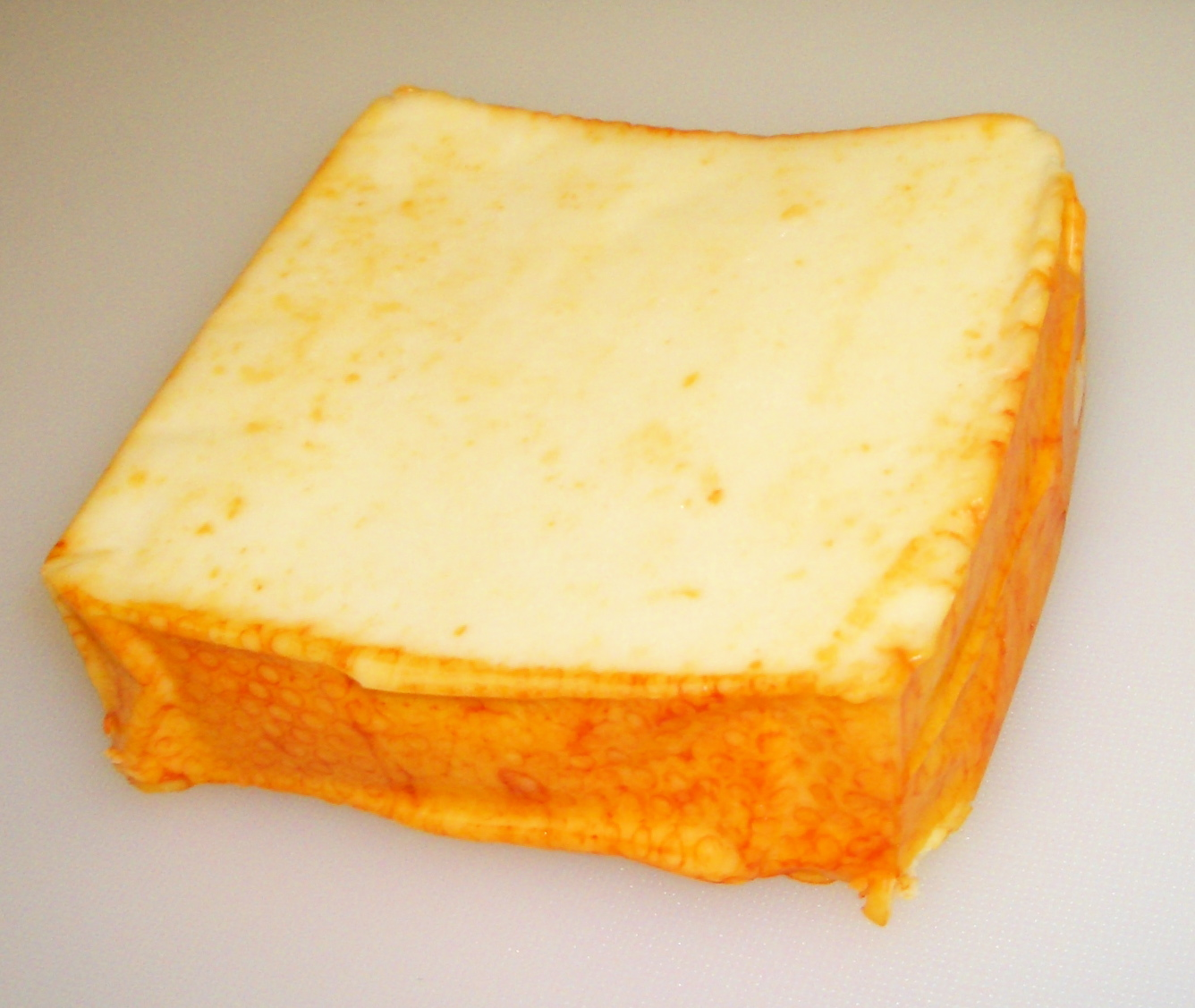
Muenster.

 Muenster (eller Muenster Cheese) är en mild amerikansk ost som är fastare i konsistensen än den franska Munster-osten och där kanten är färgad med färgämnet annatto.